# José Antonio de la Loma
José Antonio de la Loma   (Barcelona, 4 de març de 1924 - Barcelona, 6 d'abril de 2004) va ser un director i guionista de cinema català. Dirigí el Teatro Español Universitario i va escriure i dirigir diversos llargmetratges.

## Biografia
José Antonio de la Loma es va formar en Magisteri i Filosofia i Lletres. Als anys 50 entrà en contacte amb el cinema. Els seus primers passos pel setè art van anar acompanyats d'Ignasi Ferrés i Iquino pel qual va guionitzar nou films. Al 1956 es va estrenar com a director a la cinta Manos Sucias. Després de rodar alguns spaghetti western durant els anys seixanta, va virar cap a un cinema de crítica social, en el qual va voler reflectir la forma d'entendre la vida i la mort dels joves delinqüents sorgits en el si d'una nova classe urbana, filla de l'emigració dels anys seixanta i setanta. En aquest context va dirigir una pel·lícula sobre les vides de El Vaquilla o El Torete en el gènere que s'acabaria coneixent com a cine quinqui.

## Filmografia
- Manos sucias (1957)
- El magnífico Tony Carrera (1968)
- Golpe de mano (1968)
- Razzia (1972)
- El último viaje (1973)
- Metralleta Stein (1974)
- Perros callejeros (1977)
- Perros callejeros II (1979)
- Los últimos golpes de «El Torete» (1980)
- Jugando con la muerte (1982)
- Perras callejeras (1984)
- Yo, el Vaquilla (1985)
- Esquadró (1986)
- Oro fino (1987)
- Esquadró (1988)
- Passió d'home (1989)
- L'afer Lolita (1991)